# Paul Cermak (Physiker, 1883)
Paul Cermak (geb. 17. August 1883 in Neu-Ehrenberg; gest. 1. September 1958 in Gießen) war ein deutscher Physiker, Meteorologe und Hochschullehrer.

## Leben und Werk
Paul Cermark studierte von 1902 bis 1906 Naturwissenschaften an den Universitäten Prag und Berlin, wo er 1906 zum Dr. phil. promoviert wurde. Die Dissertation trug den Titel Über den Gleichgewichtspunkt zwischen der ozonbildenden und der ozonzerstörenden Wirkung der Spitzenentladung in Sauerstoff. Am Physikalischen Institut der Universität Gießen wurde er 1907 Assistent. 1910 habilitierte er sich in Gießen mit einer Arbeit Über den Thomsoneffekt in Blei, Quecksilber, Zinn, Zink, Cadmium und Alumnium und wurde anschließend Privatdozent, 1917 dann außerplanmäßiger außerordentlicher Professor und 1922 planmäßiger außerordentlicher Professor. Ab dem SS 1927 erhielt er einen Lehrauftrag für allgemeine und synoptische Meteorologie, wurde 1929 persönlicher Ordinarius. Nach der Schließung der Universität war Cermak von 1946 bis 1948 Rektor der Nachfolge-Institutionen und wurde Ende Januar 1949 emeritiert. Ab dem SS 1949 versah er noch einmal einen Lehrauftrag für Physik und Meteorologie.

## Schriften
Cermak wirkte mit seinem Gießener Kollegen Walter König bei der Neubearbeitung des Lehrbuchs der Experimentalphysik von Eugen von Lommel mit, das 1929 bei Barth in Leipzig erschien.
- Die Röntgenstrahlen, Joh. Ambr. Barth: Leipzig 1923.
- Über Gestalt und Bildung von Wasserstrahlen, auf welche Töne einwirken, in: Annalen der Physik IV. Folge, Band 45 (1914), S. 75–104 pdf